# Hrad na Zámeckém vrchu u Heřmanic v Podještědí
Hrad na Zámeckém vrchu je zaniklý hrad v Lužických horách v okrese Liberec. Jeho zbytky se nachází na vrcholu Zámeckého vrchu (536 m n. m.) asi dva kilometry severozápadně od Heřmanic v Podještědí. Dochovaly se z něj pouze drobné zbytky zdiva a záseky ve skále.

## Historie
Jméno ani historie objektu nejsou známy. O hradu se nezmiňují žádné dochované prameny ani povrchový archeologický průzkum nenalezl žádný materiál, který by umožnil určení doby existence hradu. Zmínka o lokalitě Margental z roku 1391 se pravděpodobně vztahuje k Mařenicím nebo Rousínovu. Ve 30. letech 20. století došlo při výstavbě opevnění k poškození lokality.

## Stavební podoba
Hrad stál na pískovcové severozápadní ostrožně Zámeckého vrchu. Jádro hradu mělo rozměry 18 × 10 metrů a od zbytku ostrožny jej odděloval šíjový příkop. Vnitřní dispozici nejspíše zabírala jediná budova, po které se dochovaly nepatrné zbytky zdiva a zbytky vytesané do skály.

## Přístup
Přímo na hrad nevede žádná turistická cesta. Přístupný je od silnice spojující Heřmanice s Mařenicemi nebo lesními cestami od turistického rozcestníku Babiččin odpočinek severně od vrchu.

## Fotogalerie

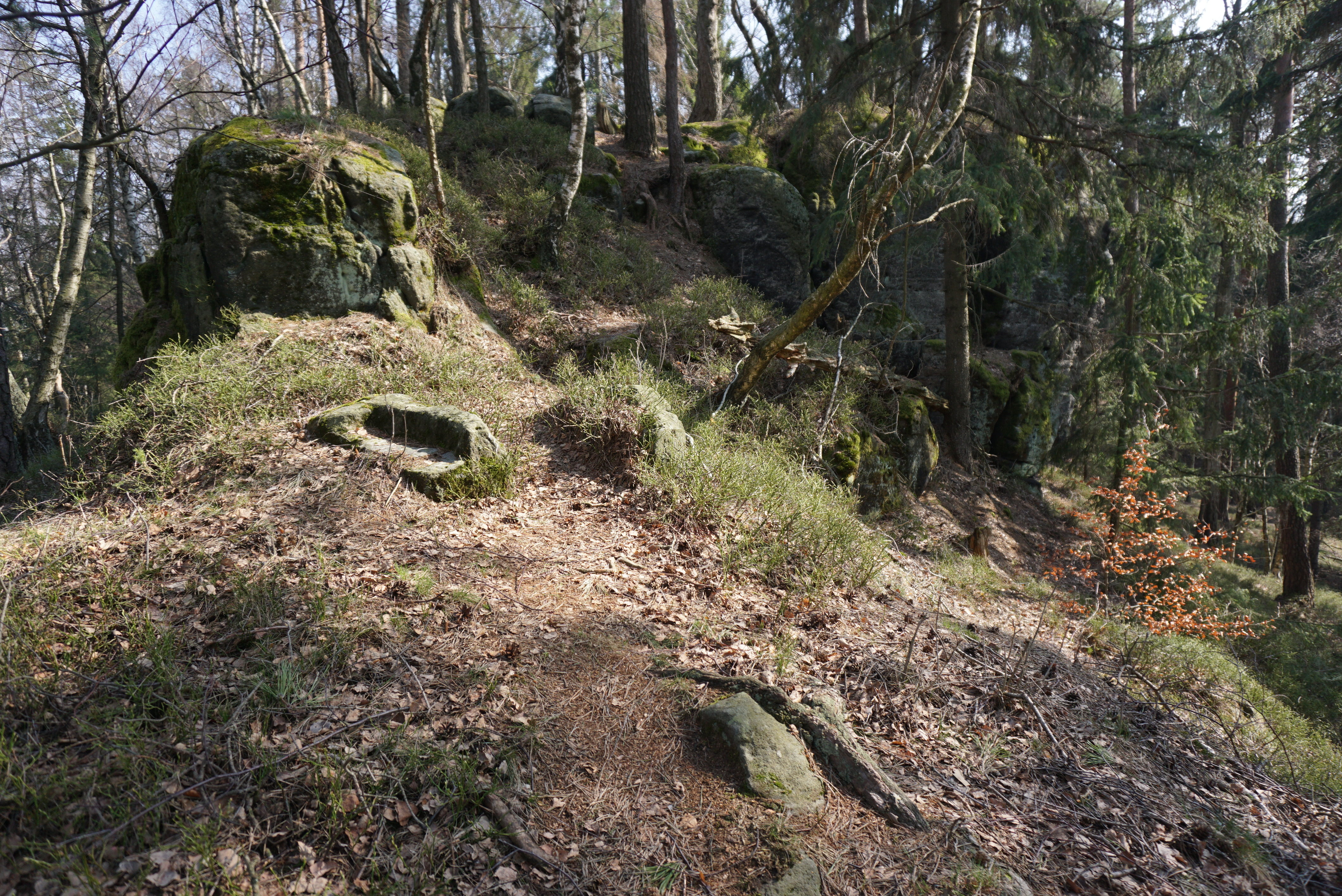
celkový pohled od severu
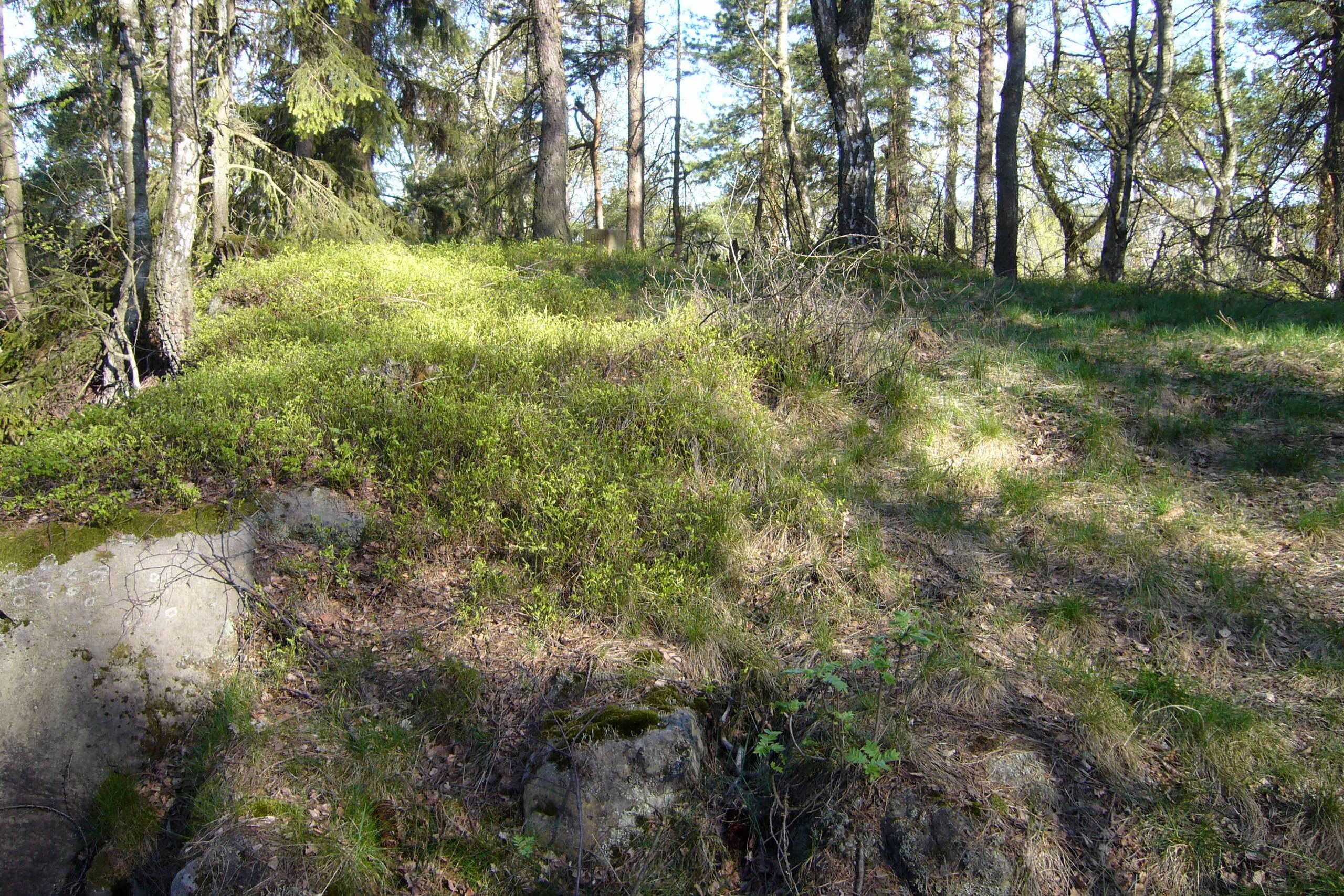
vrcholová partie Zámeckého vrchu
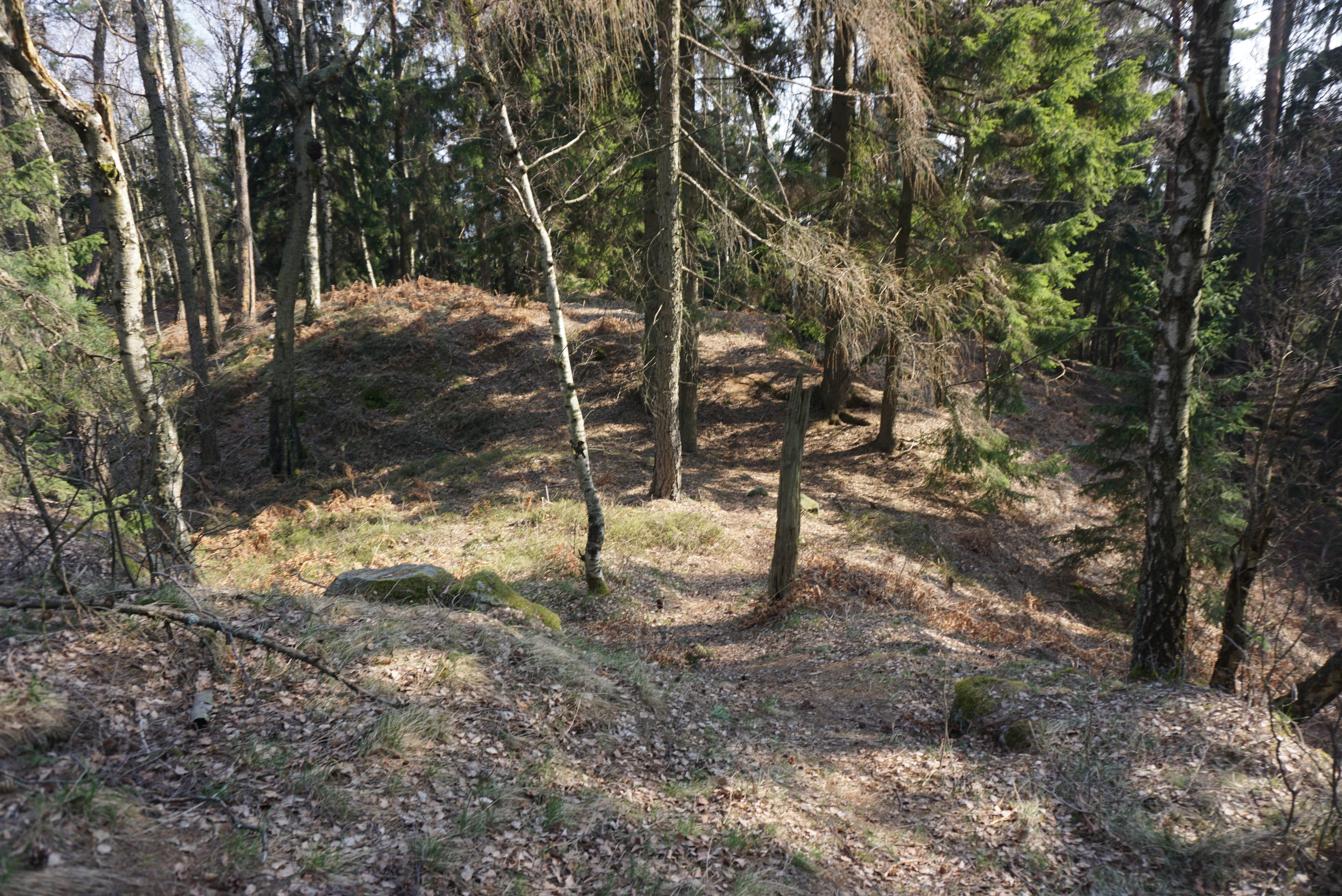
pozůstatky příkopu
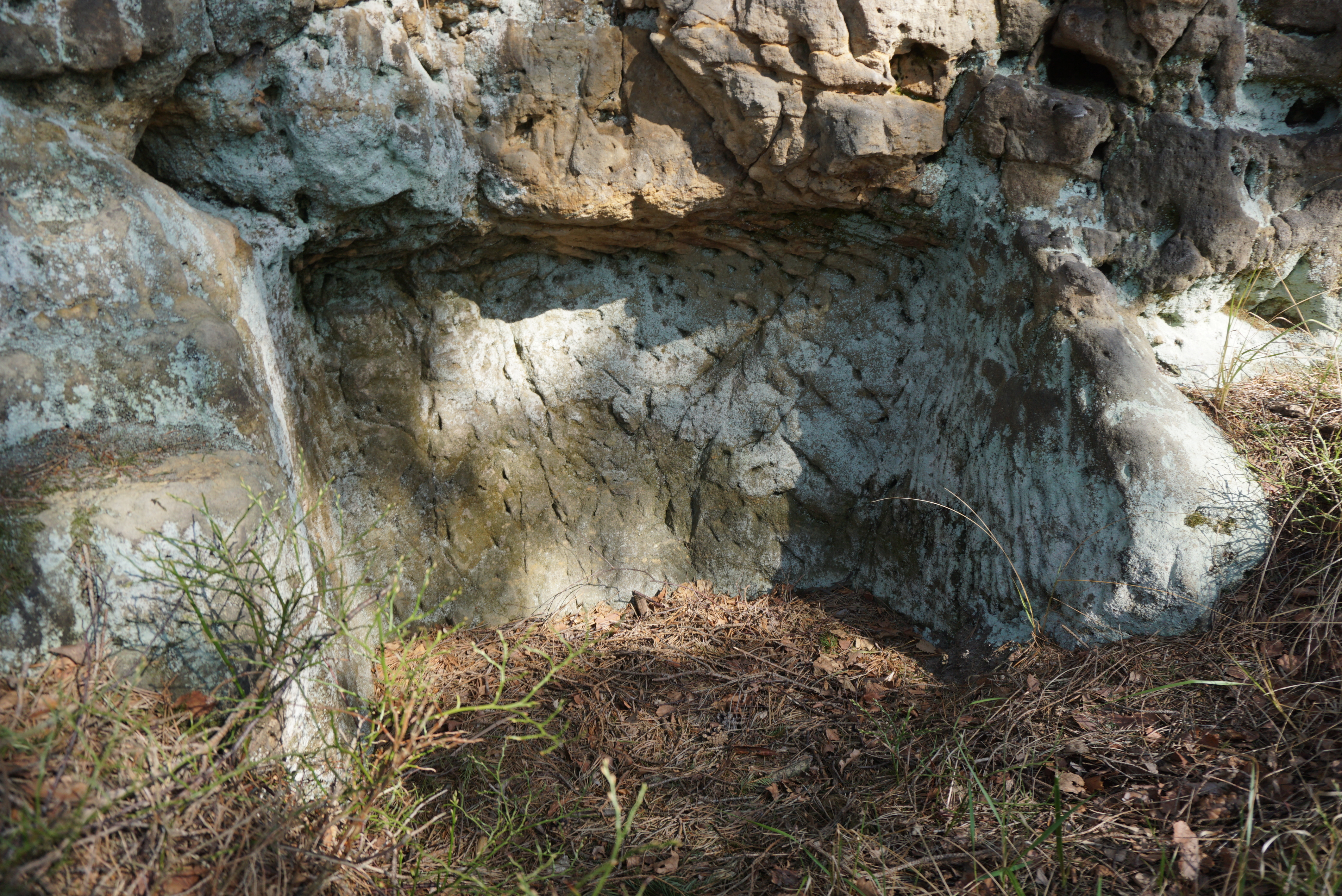
vytesaný výklenek
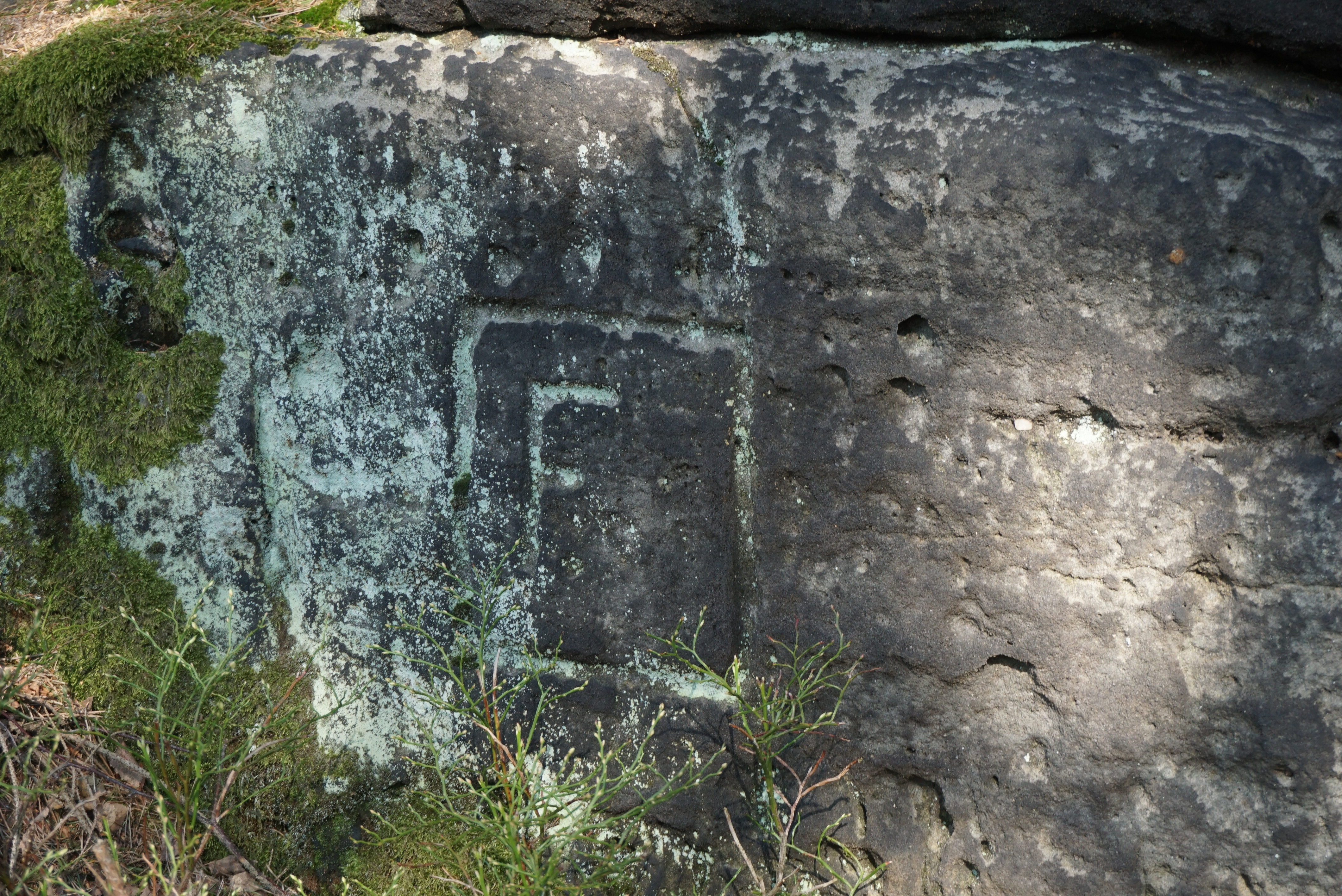
rytina ve skále